# La Conquête de l'espace
Pour plus de détails, voir Fiche technique et Distribution.
La Conquête de l'espace (titre original : Conquest of Space) est un film américain de science-fiction réalisé par Byron Haskin, sorti en 1955.

## Synopsis
La Roue, satellite artificiel, se trouve en orbite à près de 1600 kilomètres de la Terre. Six courageux volontaires observent à son bord un régime alimentaire consistant uniquement en diverses gélules. Au sein de cette petite communauté, Imoto, Fodor et Siegle sont finalement désignés pour appareiller sur l’Épervier, un vaisseau spatial en cours de construction. Une fois l’astronef achevé, les trois spationautes partent en mission d’exploration et se posent sur Mars.

## Fiche technique
- Titre original : Conquest of Space
- Titre français : La Conquête de l'espace
- Réalisation : Byron Haskin
- Scénario : Philip Yordan, Barré Lyndon, George Worthing Yates (adaptation). Chesley Bonestell, Willy Ley (book). Wernher von Braun livre Mars Project (non crédité)
- Direction artistique : J. McMillan Johnson[1], Hal Pereira
- Photographie : Lionel Lindon
- Montage : Everett Douglas
- Musique : Van Cleave
- Production : George Pal
  - Production associée : Frank Freeman Jr.
- Société(s) de production : Paramount Pictures
- Société(s) de distribution : (États-Unis) Paramount Pictures
- Pays de production : États-Unis
- Année : 1955
- Langue originale : anglais
- Format : couleur (Technicolor) — 35 mm — 1,85:1 — mono (Western Electric Recording)
- Genre : science-fiction
- Durée : 81 minutes
- Dates de sortie : 
  - États-Unis : 20 avril 1955
  - France : 17 juillet 1955
  - Belgique : 29 juillet 1955

## Distribution
- Walter Brooke : Gén. Samuel T. Merritt
- Eric Fleming : Capt. Barney Merritt
- Mickey Shaughnessy : Sgt. Mahoney
- Phil Foster : Jackie Siegle
- William Redfield : Roy Cooper
- William Hopper : Dr George Fenton
- Benson Fong : Imoto
- Ross Martin : Andre Fodor
- Vito Scotti : Sanella
- John Dennis : Donkersgoed
- Michael Fox : Elsbach
- Joan Shawlee : Rosie McCann
- Iphigenie Castiglioni : Mrs. Heinz Fodor